# G6 (internationell organisation)
G6 är en grupp länder som slöt sig samman 22 maj 1984 med syfte att arbeta för avveckling av kärnvapen.

## Medlemsländer
- Argentina
- Grekland
- Indien
- Mexiko
- Sverige
- Tanzania